# Deutsches Literatur-Lexikon
Le Deutsches Literatur-Lexikon est un ouvrage de référence biographique sur les auteurs et la littérature qui en est à sa troisième édition. L'ouvrage s'appelle aussi Kosch d'après son fondateur Wilhelm Kosch.

## Historique
La première édition parut en 1927 et 1930 en deux volumes et la deuxième édition de 1947 à 1958 en quatre volumes. Depuis 1966, l'ouvrage a été publié dans une troisième édition, d'abord sous la direction de Heinz Rupp (responsable du Moyen Âge) et Carl Ludwig Lang (responsable des temps modernes) par K. G. Saur Verlag à Munich et Francke à Berne, puis par Walter de Gruyter Verlag, Berlin. L'édition complète n'est pas encore terminée ; le dernier volume à ce jour (avril 2017) est le 36e (Worch - Zasius). Des suppléments couvrant les auteurs enregistrés et anonymes ont été publiés en six volumes de 1994 à 1999.

## Troisième édition 1968-2022
De 1966 à 2022, l'ouvrage a été publié dans sa troisième édition, d'abord sous la direction de Heinz Rupp (responsable du Moyen Âge) et Carl Ludwig Lang (responsable de l'époque moderne) aux éditions K. G. Saur à Munich et chez Francke à Berne, puis aux éditions Walter de Gruyter à Berlin. Six volumes supplémentaires (auteurs supplémentaires, anonymes ainsi que d'autres informations sur des auteurs déjà enregistrés) ont été publiés par Saur de 1994 à 1999, le septième volume supplémentaire n'a pas été publié à la suite du changement de maison d'édition pour Walter de Gruyter. A la place, trois volumes supplémentaires ont été publiés chez De Gruyter de 2020 à 2022.
- Volume 1: Aal-Bremeneck. Francke, Bern 1968.
- Volume 2: Bremer-Davidis. Francke, Bern 1969.
- Volume 3: Davidis-Eichendorff. Francke, Bern 1971,  (ISBN 3-7720-0052-5).
- Volume 4: Eichenhorst-Filchner. Francke, Bern 1972,  (ISBN 3-7720-0952-2).
- Volume 5: Filek-Fux. Francke, Bern 1978,  (ISBN 3-7720-1265-5).
- Volume 6: Gaa-Gysin. Francke, Bern 1978,  (ISBN 3-7720-1283-3).
- Volume 7: Haab-Hogrebe. Francke, Bern 1979,  (ISBN 3-7720-1461-5).
- Volume 8: Hohberg-Kober. Francke, Bern 1981,  (ISBN 3-7720-1537-9).
- Volume 9: Kober-Lucidarius. Francke, Bern 1984,  (ISBN 3-7720-1538-7).
- Volume 10: Lucius-Myss. Francke, Bern [1986],  (ISBN 3-317-01539-X).
- Volume 11: Naaff-Pixner. Francke, Bern und Stuttgart [1988],  (ISBN 3-317-01646-9).
- Volume 12: Plachetka-Rilke. Francke, Bern und Stuttgart 1990,  (ISBN 3-317-01647-7).
- Volume 13: Rill-Salzmann. Francke, Bern 1991,  (ISBN 3-317-01648-5).
- Volume 14: Salzmesser-Schilling. Francke, Bern 1992,  (ISBN 3-317-01649-3).
- Volume 15: Schilling-Schnydrig. Saur, Bern 1993,  (ISBN 3-907820-15-0).
- Volume 16: Schobel-Schwaiger. Saur, Bern und München 1996,  (ISBN 3-907820-18-5).
- Volume 17: Schwalb-Siewert. Saur, Bern und München 1997,  (ISBN 3-907820-20-7).
- Volume 18: Siff-Spoerri. Saur, Bern und München 1998,  (ISBN 3-907820-23-1).
- Volume 19: Spohn-Sternaux. Saur, Bern und München 1999,  (ISBN 3-907820-24-X).
- Volume 20: Sternbach-Streißler. Saur, Bern und München 2000,  (ISBN 3-907820-25-8).
- Volume 21: Streit-Techim. Saur, Bern und München 2001,  (ISBN 3-908255-21-X).
- Volume 22: Tecklenburg-Tilisch. Saur, Zürich und München 2002,  (ISBN 3-908255-22-8).
- Volume 23: Tikla-Trystedt. Saur, Zürich und München 2003,  (ISBN 3-908255-23-6).
- Volume 24: Tsakiridis-Ursinus. Saur, Zürich und München 2004,  (ISBN 3-908255-24-4).
- Volume 25: Ursprung-Vöhringer. Saur, Zürich und München 2005,  (ISBN 3-908255-25-2).
- Volume 26: Völckel-Wagner. Saur, Zürich und München 2006,  (ISBN 3-908255-26-0).
- Volume 27: Wagner-Walser. Saur, Zürich und München 2007,  (ISBN 978-3-908255-27-7).
- Volume 28: Walsh-Wedegärtner. Saur, Zürich und München 2008,  (ISBN 978-3-908255-43-7).
- Volume 29: Wedekind-Weiss. De Gruyter, Berlin 2009,  (ISBN 978-3-908255-44-4).
- Volume 30: Weiss-Werdum. De Gruyter, Berlin 2010,  (ISBN 978-3-11-023159-5).
- Volume 31: Werenberg-Wiedling. De Gruyter, Berlin 2012,  (ISBN 978-3-11-023571-5).
- Volume 32: Wiedmann-Willisen. De Gruyter, Berlin 2013,  (ISBN 978-3-11-027509-4).
- Volume 33: Willius-Wircker. De Gruyter, Berlin 2014,  (ISBN 978-3-11-030462-6).
- Volume 34: Wirdig-Wol. De Gruyter, Berlin 2015,  (ISBN 978-3-11-033603-0).
- Volume 35: Wolf-Worbs. De Gruyter, Berlin 2016,  (ISBN 978-3-11-033604-7).
- Volume 36: Worch-Zasius. De Gruyter, Berlin 2017,  (ISBN 978-3-11-036192-6).
- Volume supplémentaire 1: A-Bernfeld. Saur, Bern 1994,  (ISBN 3-907820-16-9).
- Volume supplémentaire 2: Bernfeld-Christen. Saur, Bern und München 1994,  (ISBN 3-907820-17-7).
- Volume supplémentaire 3: Christener-Fowelin. Saur, Bern und München 1997,  (ISBN 3-907820-19-3).
- Volume supplémentaire 4: Fraenkel-Hermann. Saur, Bern und München 1997,  (ISBN 3-907820-21-5).
- Volume supplémentaire 5: Hermann-Lyser. Saur, Bern und München 1998,  (ISBN 3-907820-22-3).
- Volume supplémentaire 6: Maag-Ryslavy. Saur, Bern und München 1999,  (ISBN 3-907820-76-2).
- Deutsches Literatur-Lexikon. Das 20. Jahrhundert. Biographisch-bibliographisches Handbuch. Begründet von Wilhelm Kosch. Hrsg. von Lutz Hagestedt. De Gruyter, Berlin und Boston 2000 ff.  (ISBN 3-908255-00-7).
- Deutsches Literatur-Lexikon. Das Mittelalter. Hrsg. von Wolfgang Achnitz, De Gruyter, Berlin und Boston 2011–2016

## Sous-séries de la troisième édition
Deux sous-séries ont été publiées dans le cadre de l'élaboration de la troisième édition.

### Deutsches Literatur-Lexikon. Das Mittelalter
La sous-série Deutsches Literatur-Lexikon. Das Mittelalter, éditée par Wolfgang Achnitz, a été publiée de 2011 à 2016 par De Gruyter à Berlin en huit volumes :
- Volume 1: Das geistliche Schrifttum von den Anfängen bis zum Beginn des 14. Jahrhunderts. 2011.
- Volume 2: Das geistliche Schrifttum des Spätmittelalters. 2011.
- Volume 3: Reiseberichte und Geschichtsdichtung. 2012
- Volume 4: Lyrik und Dramatik. 2012.
- Volume 5: Epik (Vers – Strophe – Prosa) und Kleinformen. 2013.
- Volume 6: Das wissensvermittelnde Schrifttum bis zum Ausgang des 14. Jahrhunderts. 2014.
- Volume 7: Das wissensvermittelnde Schrifttum im 15. Jahrhundert. 2015.
- Volume 8: Nachträge, Chronologie und Register. 2016.

### Deutsches Literatur-Lexikon. Das 20. Jahrhundert
- Deutsches Literatur-Lexikon. Das 20. Jahrhundert. Biographisch-bibliographisches Handbuch. Begründet von Wilhelm Kosch. Herausgegeben von Lutz Hagestedt. Saur, Zürich und München (bis Volume 13) und De Gruyter, Berlin (ab Volume 14), 2000 ff.  (ISBN 3-908255-00-7).

Seit 2000 erschienen in dieser Unterreihe (Zitierform: „Kosch Lit. 20. Jh.“) 37 Bände bis zum Eintrag „Löw“ (Stand: Februar 2022):
- Volume 1: Aab – Bauer. Saur, Zürich und München 2000,  (ISBN 3-908255-01-5).
- Volume 2: Bauer-Ose – Björnson. Saur, Zürich und München 2000,  (ISBN 3-908255-02-3).
- Volume 3: Blaas – Braunfels. Saur, Zürich und München 2001,  (ISBN 3-908255-03-1).
- Volume 4: Braungart – Busta. Saur, Zürich und München 2003,  (ISBN 3-908255-04-X).
- Volume 5: Butenschön – Dedo. Saur, Zürich und München 2003,  (ISBN 3-908255-05-8).
- Volume 6: Deeg – Dürrenfeld. Saur, Zürich und München 2004,  (ISBN 3-908255-06-6).
- Volume 7: Dürrenmatt – Ernestus. Saur, Zürich und München 2005,  (ISBN 3-908255-07-4).
- Volume 8: Erni – Fischer. Saur, Zürich und München 2005,  (ISBN 3-908255-08-2).
- Volume 9: Fischer-Abendroth – Fries. Saur, Zürich und München 2006,  (ISBN 3-908255-09-0).
- Volume 10: Fries – Gellert. Saur, Zürich und München 2007,  (ISBN 978-3-908255-10-9).
- Volume 11: Gellert – Gorski. Saur, Zürich und München 2008,  (ISBN 978-3-908255-11-6).
- Volume 12: Gorsleben – Grunenberg. Saur, Zürich und München 2008,  (ISBN 978-3-908255-12-3).
- Volume 13: Grunenberg – Hallwig. Saur, Zürich und München 2009,  (ISBN 978-3-908255-13-0).
- Volume 14: Halm – Hauptmann. De Gruyter, Berlin  2010,  (ISBN 978-3-11-023160-1).
- Volume 15: Hauptmann – Heinemann. De Gruyter, Berlin 2010,  (ISBN 978-3-11-023161-8).
- Volume 16: Heinemann – Henz. De Gruyter, Berlin 2011,  (ISBN 978-3-11-023162-5).
- Volume 17: Henze – Hettwer. De Gruyter, Berlin 2011,  (ISBN 978-3-11-023163-2).
- Volume 18: Hetz – Hix. De Gruyter, Berlin 2012,  (ISBN 978-3-11-023164-9).
- Volume 19: Hladej – Hohlbein. De Gruyter, Berlin 2013,  (ISBN 978-3-11-023165-6).
- Volume 20: Hohler – Hubensteiner. De Gruyter, Berlin 2013,  (ISBN 978-3-11-023166-3).
- Volume 21: Huber – Imgrund. De Gruyter, Berlin 2014,  (ISBN 978-3-11-023167-0).
- Volume 22: Imhasly – Jann. De Gruyter, Berlin 2014,  (ISBN 978-3-11-023168-7).
- Volume 23: Jannack – Jonigk. De Gruyter, Berlin 2014,  (ISBN 978-3-11-023169-4).
- Volume 24: Jonke – Kafitz. De Gruyter, Berlin 2015,  (ISBN 978-3-11-023170-0).
- Volume 25: Kafka – Karnein. De Gruyter, Berlin 2015,  (ISBN 978-3-11-040434-0).
- Volume 26: Karner – Kelter. De Gruyter, Berlin 2016,  (ISBN 978-3-11-045295-2).
- Volume 27: Kelterborn – Kippenberger. De Gruyter, Berlin 2017,  (ISBN 978-3-11-045298-3).
- Volume 28: Kipper – Klieneberger-Nobel. De Gruyter, Berlin 2017,  (ISBN 978-3-11-051648-7).
- Volume 29: Klabund, Klier – Koch, Julius. De Gruyter, Berlin 2018,  (ISBN 978-3-11-051653-1).
- Volume 30: Koch, Jurij – Kokontis. De Gruyter, Berlin 2018,  (ISBN 978-3-11-057704-4).
- Volume 31: Kokoschka – Krämer. De Gruyter, Berlin 2019,  (ISBN 978-3-11-057707-5).
- Volume 32: Krämer-Badoni – Kriegelstein. De Gruyter, Berlin 2019,  (ISBN 978-3-11-063190-6).
- Volume 33: Krieger – Kuenster. De Gruyter, Berlin 2020,  (ISBN 978-3-11-063192-0).
- Volume 34: Künzel – Landau. De Gruyter, Berlin 2020,  (ISBN 978-3-11-067766-9).
- Volume 35: Landauer – Lehfeldt. De Gruyter, Berlin 2021,  (ISBN 978-3-11-067767-6).
- Volume 36: Lehmann – Lichtenberg. De Gruyter, Berlin 2021,  (ISBN 978-3-11-070506-5).
- Volume 37: Lichtenberger – Löw. De Gruyter, Berlin 2021,  (ISBN 978-3-11-070509-6).
- Volume 38: Loewe – Luttmer. De Gruyter, Berlin 2022,  (ISBN 978-3-11-076095-8).
- Volume 39: Lutz – Mansfeld. De Gruyter, Berlin 2023,  (ISBN 978-3-11-076096-5).